# Valganciclovir
Valganciclovir, được bán dưới tên thương mại là Valcyte cùng với một số các tên khác, là một loại thuốc kháng virus được sử dụng để điều trị nhiễm cytomegalovirus (CMV) ở những người nhiễm HIV/AIDS hoặc cấy ghép nội tạng sau đó. Chúng thường được sử dụng lâu dài vì thuốc này chỉ ức chế sinh trưởng hơn là chữa trị tận gốc. Valganciclovir được đưa vào cơ thể qua đường miệng.
Tác dụng phụ thường gặp có thể kể đến như đau bụng, đau đầu, khó ngủ, buồn nôn, sốt và giảm lượng tế bào máu. Các tác dụng phụ khác có thể có như vô sinh và các vấn đề về thận. Nếu được sử dụng trong giai đoạn mang thai, nó có gây dị tật bẩm sinh ở một số loài động vật. Valganciclovir là este L-valyl của ganciclovir và có hoạt tính sau khi bị phân giải thành ganciclovir bởi ruột và gan.
Valganciclovir được phê duyệt để đưa vào sử dụng vào năm 2001. Nó nằm trong danh sách các thuốc thiết yếu của Tổ chức Y tế Thế giới, tức là nhóm các loại thuốc hiệu quả và an toàn nhất cần thiết trong một hệ thống y tế. Giá bán buôn ở các nước đang phát triển là từ 30,16 đến 52,14 USD mỗi ngày. Tại Hoa Kỳ tính đến năm 2016, chi phí bán buôn là khoảng 58,54 USD mỗi ngày. Vào năm 2017, phiên bản thuốc gốc đã được phê duyệt.